# Куј
Куј (фр. Couy) насеље је и општина у централној Француској у региону Центар (регион), у департману Шер која припада префектури Бурж.
По подацима из 2011. године у општини је живело 383 становника, а густина насељености је износила 20,86 становника/km². Општина се простире на површини од 18,36 km². Налази се на средњој надморској висини од 200 метара (максималној 219 m, а минималној 171 m).

## Демографија
| 1962. | 1968. | 1975. | 1982. | 1990. | 1999. | 2011. |
| ----- | ----- | ----- | ----- | ----- | ----- | ----- |
| 383   | 417   | 371   | 305   | 308   | 334   | 383   |

График промене броја становника у току последњих година